# Mirko Bellodi
Mirko Bellodi (Suzzara, 20 ottobre 1973) è un allenatore di calcio ed ex calciatore italiano, di ruolo portiere.

## Biografia
Suo figlia Gabriele (2000) è anch'egli un calciatore.

## Carriera

### Calciatore
Il 29 aprile 2001, durante l'incontro di Serie C2 Mantova-Fiorenzuola, realizza su punizione una rete da 70 metri a Gianluca Pegolo che sarà suo compagno di squadra qualche anno dopo nel Mantova. Il 30 maggio 2010 gioca la sua ultima partita in Serie B contro l'Ancona (2-2). In tale categoria è sceso in campo per 82 volte, di cui 16 con la maglia della Pistoiese e le restanti con il Mantova.
Si ritira definitivamente dal calcio nell'estate 2012. In carriera ha racimolato complessivamente 562 presenze, di cui 336 difendendo la porta del Mantova, e ha segnato un gol.

### Allenatore
Nel gennaio del 2012 diviene l'allenatore dei portieri del Mantova, ma la critica condizione di classifica della sua squadra lo riporta in campo a Lecco nella prima partita dei play-out. Nell'estate del 2012 si ritira definitivamente dal calcio giocato, diventa ufficialmente l'allenatore dei portieri della prima squadra Mantova rimanendovi fino a novembre 2017 per poi allenare i portieri delle giovanili.

## Scandalo del calcioscommesse
In seguito allo scandalo del calcioscommesse, l'8 maggio 2012 viene deferito dalla Procura federale della FIGC.
Il 1º giugno 2012 il procuratore federale Stefano Palazzi richiede per lui tre anni di squalifica che con il patteggiamento sono ridotti a due.

## Riconoscimenti
Il 21 dicembre 2012 viene premiato dal Mantua Club Dal Platan ed entra nella Hall of Fame del Mantova Calcio.

## Palmarès

### Club

#### Competizioni nazionali
- Campionato Nazionale Dilettanti: 1

Mantova: 1996-1997
- Campionato italiano Serie C2: 1

Mantova: 2003-2004
- Campionato italiano Serie D: 1

Mantova: 2010-2011